# Drew Gibson
Drew Gibson (* 21. Dezember 1985) ist ein US-amerikanischer Basketballspieler. 
Er spielt in Saison 2009/10 für die Skyliners Frankfurt als 1,88 m großer Point Guard als Ersatz für den verletzten Aubrey Reese. Nach der Rückkehr des wegen einer Knieverletzung pausierenden hessischen Spielers wurde der Vertrag mit Drew Gibson aufgelöst.